# فرانك كيلن
فرانك كيلن (بالإنجليزية: Frank Killen)‏ هو لاعب كرة قاعدة أمريكي، ولد في 30 نوفمبر 1870 في بيتسبرغ في الولايات المتحدة، وتوفي بنفس المكان في 3 ديسمبر 1939.

## وصلات خارجية
- فرانك كيلن على موقعبيزبول رفرنس.كوم (الدوري الرئيسي) (الإنجليزية)
- فرانك كيلن على موقعبيزبول رفرنس.كوم (الدوري الثانوي) (الإنجليزية)